# Tipula (Odonatisca) subarctica
Tipula (Odonatisca) subarctica is een tweevleugelige uit de familie langpootmuggen (Tipulidae). De soort komt voor in het Palearctisch en Nearctisch gebied.